# Reformierte Kirche Stäfa

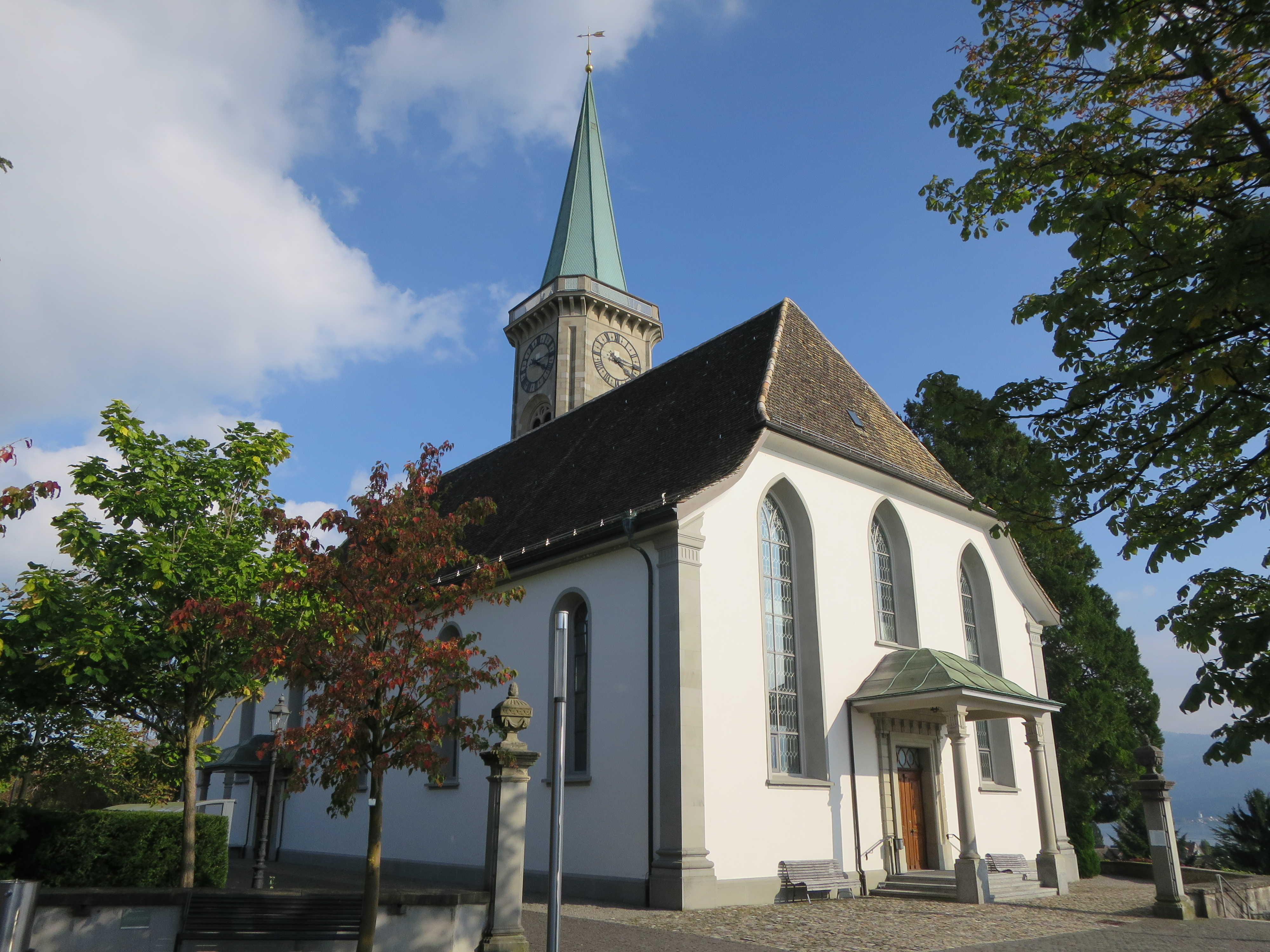
Reformierte Kirche Stäfa, Ansicht von Norden

Die Reformierte Kirche Stäfa ist ein Kirchengebäude in der Gemeinde Stäfa am Zürichsee.

## Baugeschichte
Stäfa gehört vermutlich zu den ältesten Kirchenstandorten am Zürichsee. Ein romanisches Kirchengebäude des 12. Jahrhunderts wurde um 1280 mit einem frühgotischen Turmchor versehen, der heute noch erhalten ist. 1484 und 1689 wurde das Schiff erneuert, zuletzt in barocken Formen. Die Innenausstattung von 1788 ist allerdings im klassizistischen Stil gehalten. Der letzte wichtige Umbau der Kirche war die Gestaltung des Glockengeschosses und des Turmhelms im Stil der Neorenaissance durch Ferdinand Stadler 1838, Renovationen erfolgten in den Jahren 1926, 1930, 1990 und 2011.

## Baubeschreibung

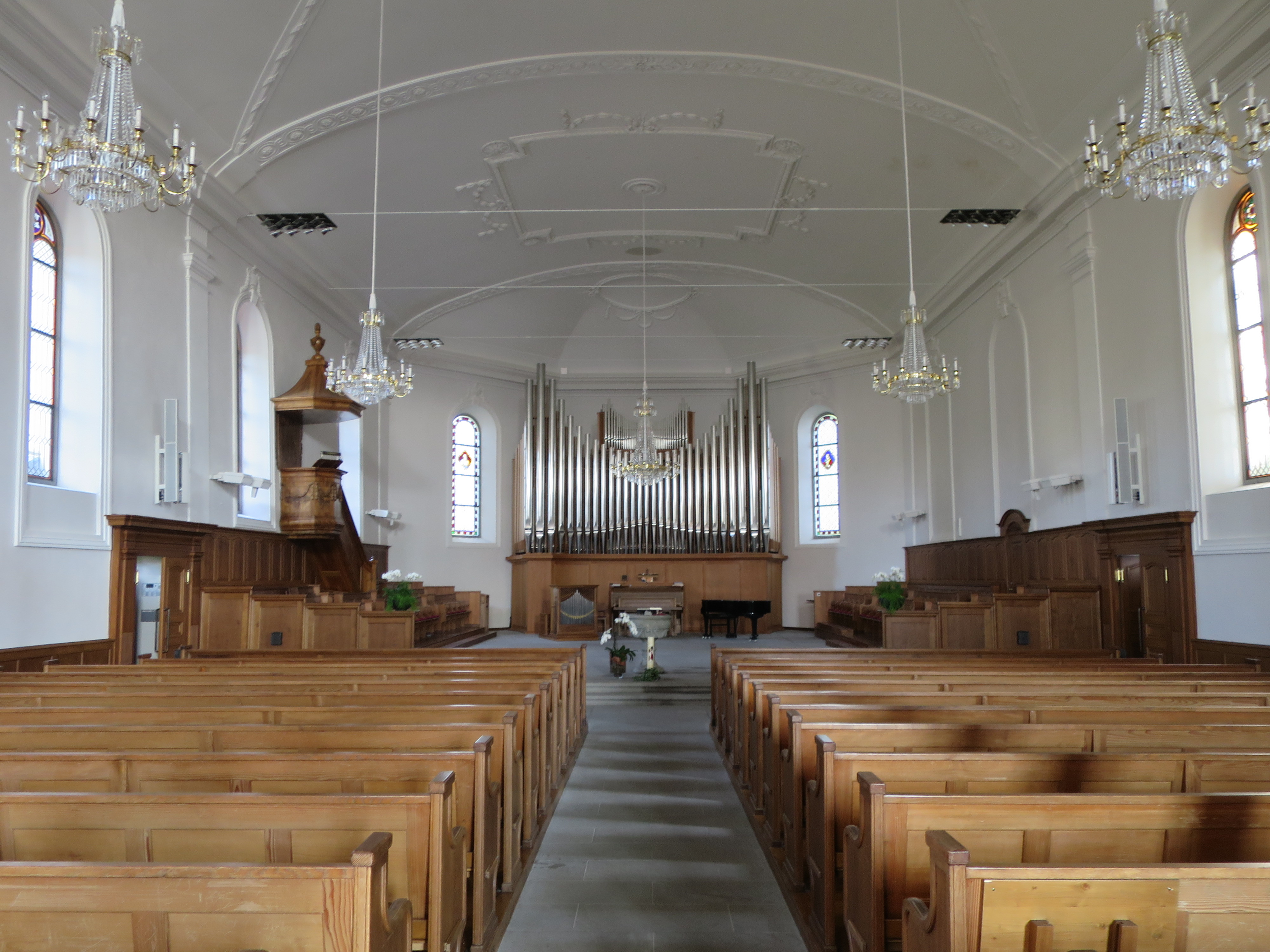
Innenraum

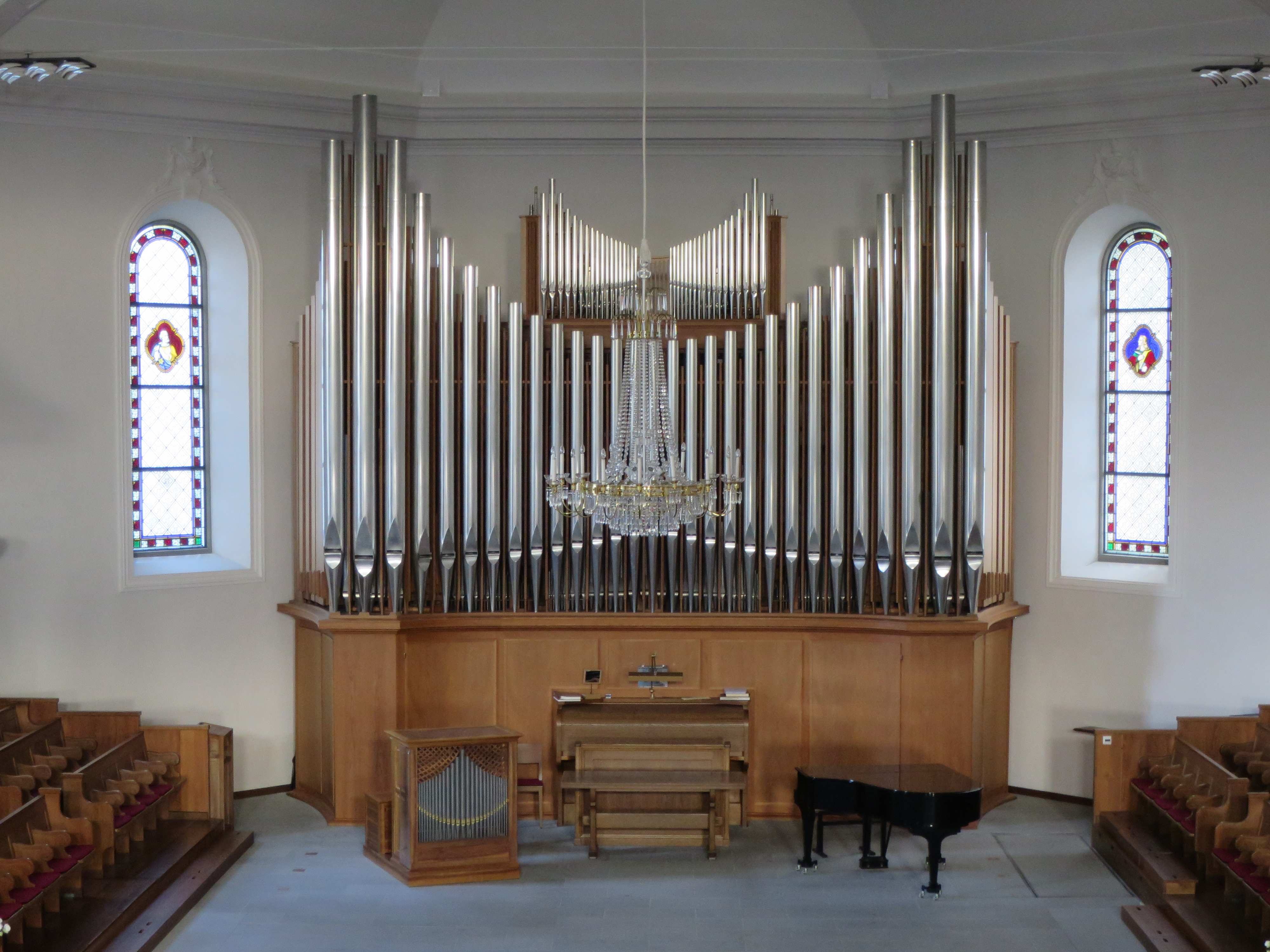
Kuhn-Orgel von 1959

Die Kirche besteht aus einem breiten Schiff mit polygonalem Abschluss. Der Verzicht auf einen eingezogenen Chor entspricht den räumlichen und liturgischen Bedürfnissen der Reformierten. Die Seitenfassaden und der Chor sind mit Rundbogenfenstern versehen, während die Hauptfassade über Spitzbogenfenster verfügt. Auffallend ist das ungewöhnliche Krüppelwalmdach der Hauptfassade.
Die Vorzeichen kombinieren toskanische Säulen mit gräzisierenden Triglyphen und werden von einer flachen Haube bekrönt. Über den Portalen befindet sich reiche Bauplastik im klassizistischen Stil. Der im Kern mittelalterliche Turmstumpf weist romanisch anmutende Blendbogenfriese auf. Das Glockengeschoss wird durch hohe Biforen als Schallfenster geprägt. Oberhalb eines vorkragenden Balkons erhebt sich der Spitzturmhelm.
Das Kircheninnere wird überwölbt von einer Flachtonne, die durch Gurten untergliedert und mit klassizistischen Stuck-Kartuschen versehen ist. Die Pilaster und die Verzierungen der Fenster nehmen die Formensprache der Decke auf. Den hinteren Bereich der Kirche nimmt die Empore ein, die durch korinthische vier Säulen gestützt wird, sodass mehrere Gewölbefelder entstehen, die mit Stuck versehen sind.
Die Beleuchtung der Kirche erfolgt vornehmlich durch klassizistische Kronleuchter. Der Taufstein und die mit Girlanden und einer Vase dezent verzierte hölzerne Kanzel stammen aus der Zeit der klassizistischen Neugestaltung von 1788. In dem um zwei Stufen erhöhten Chorraum sind Teile des Gestühls aus dieser Zeit erhalten.
Die spätnazarenischen Farbglasfenster weisen vornehmlich einen ornamentalen Stil auf. Nur die Fenster der Chorflanken zeigen die Jünger Petrus und Johannes und das Mittelfenster über der Empore das Stäfner Wappen, die heilige Verena. Die raumprägende Orgel der Firma Orgelbau Kuhn wurde 1959 installiert und verfügt über einen Freipfeifenprospekt. Das Vorgängerinstrument aus dem Jahre 1892 stammte von der gleichen Firma.
Der ehemalige Turmchor wird heute als Andachtsraum benutzt. Dominant ist hier das Christusfenster von 1871, das wie die Glasmalereien des Kirchenschiffs von Johann Jakob Röttinger stammt. Das Gemälde zeigt den lebensgrossen segnenden Christus in einem neugotischen Ornamentalrahmen, der auch ein Spruchband (Joh 14,6 ) umschliesst. Der gotische Raum mit Kreuzrippengewölben weist auch spärliche Fragmente mittelalterlicher Fresken und Inschriften auf.

### Galerie

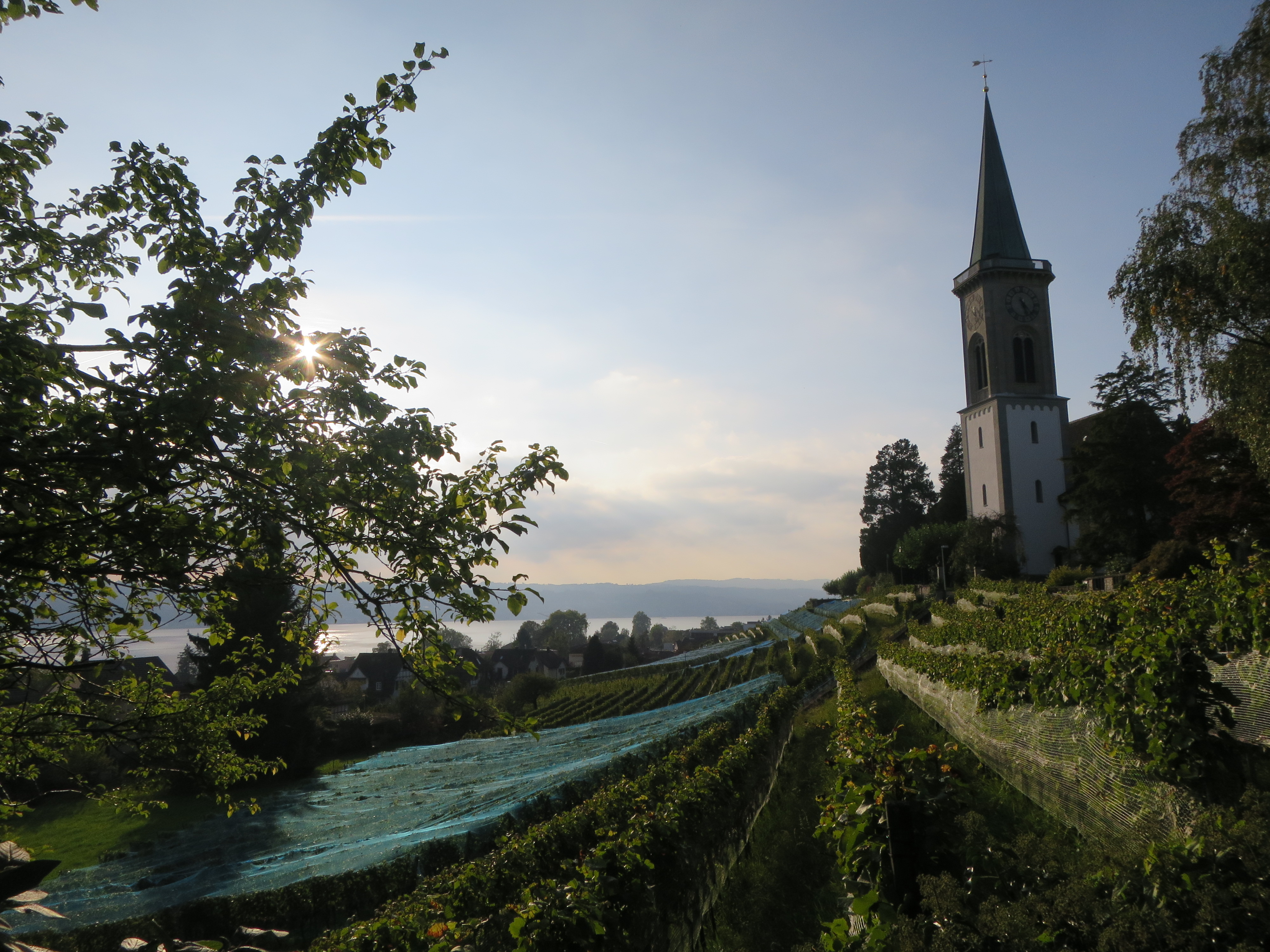
Kirche Stäfa von Osten
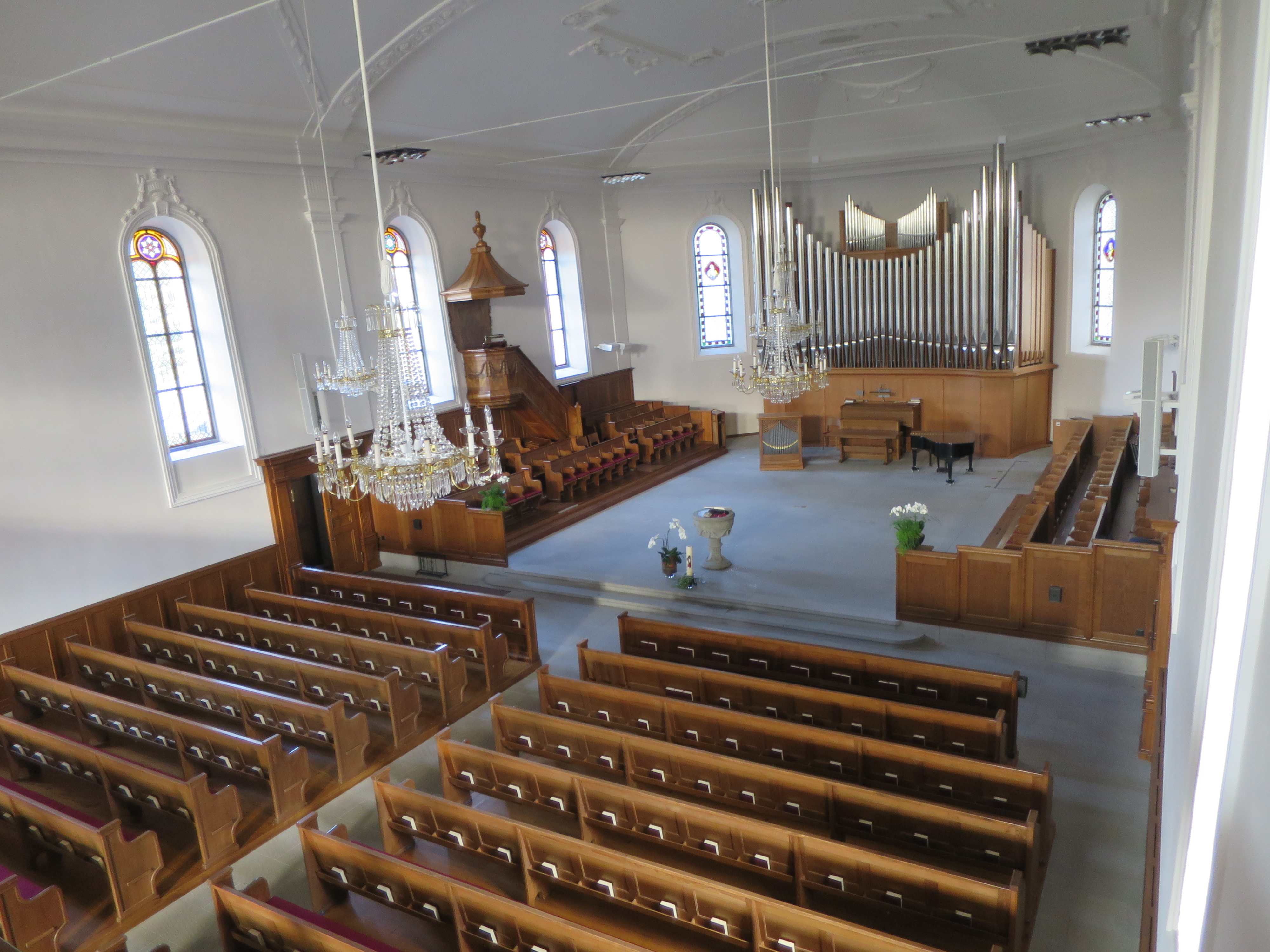
Innenraum von der Empore aus
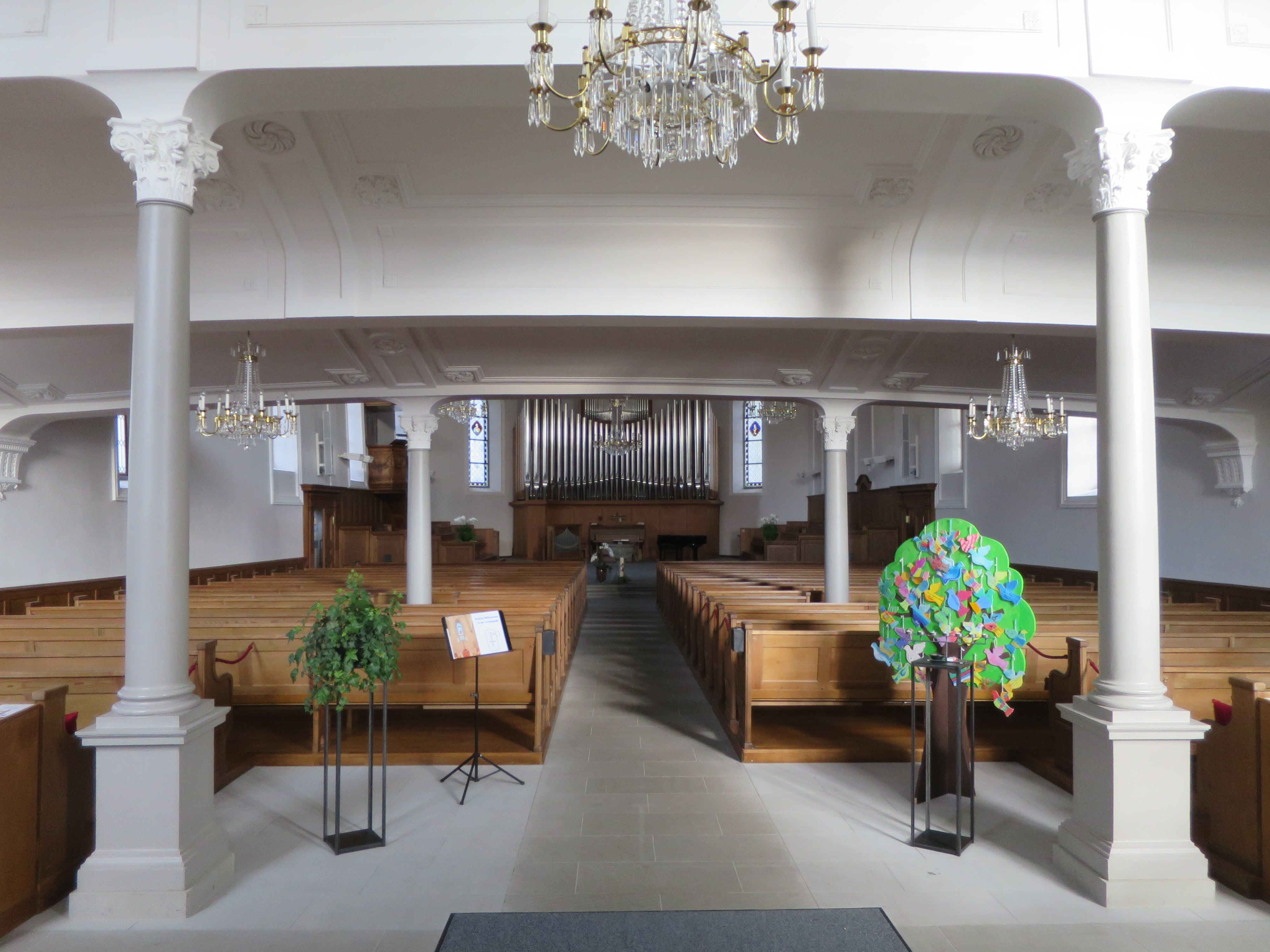
Innenraum mit Empore
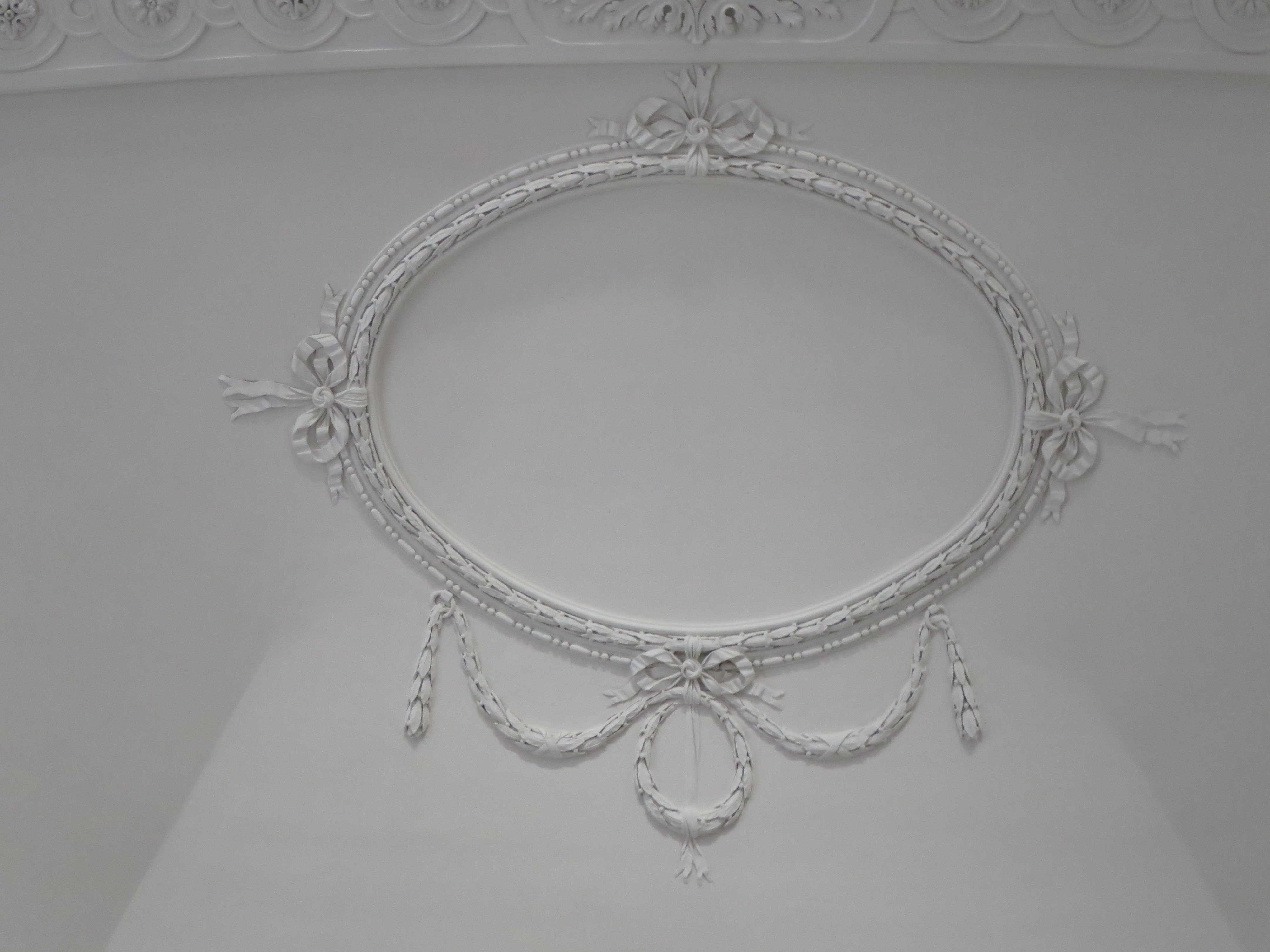
Stuckkartusche oberhalb der Orgel
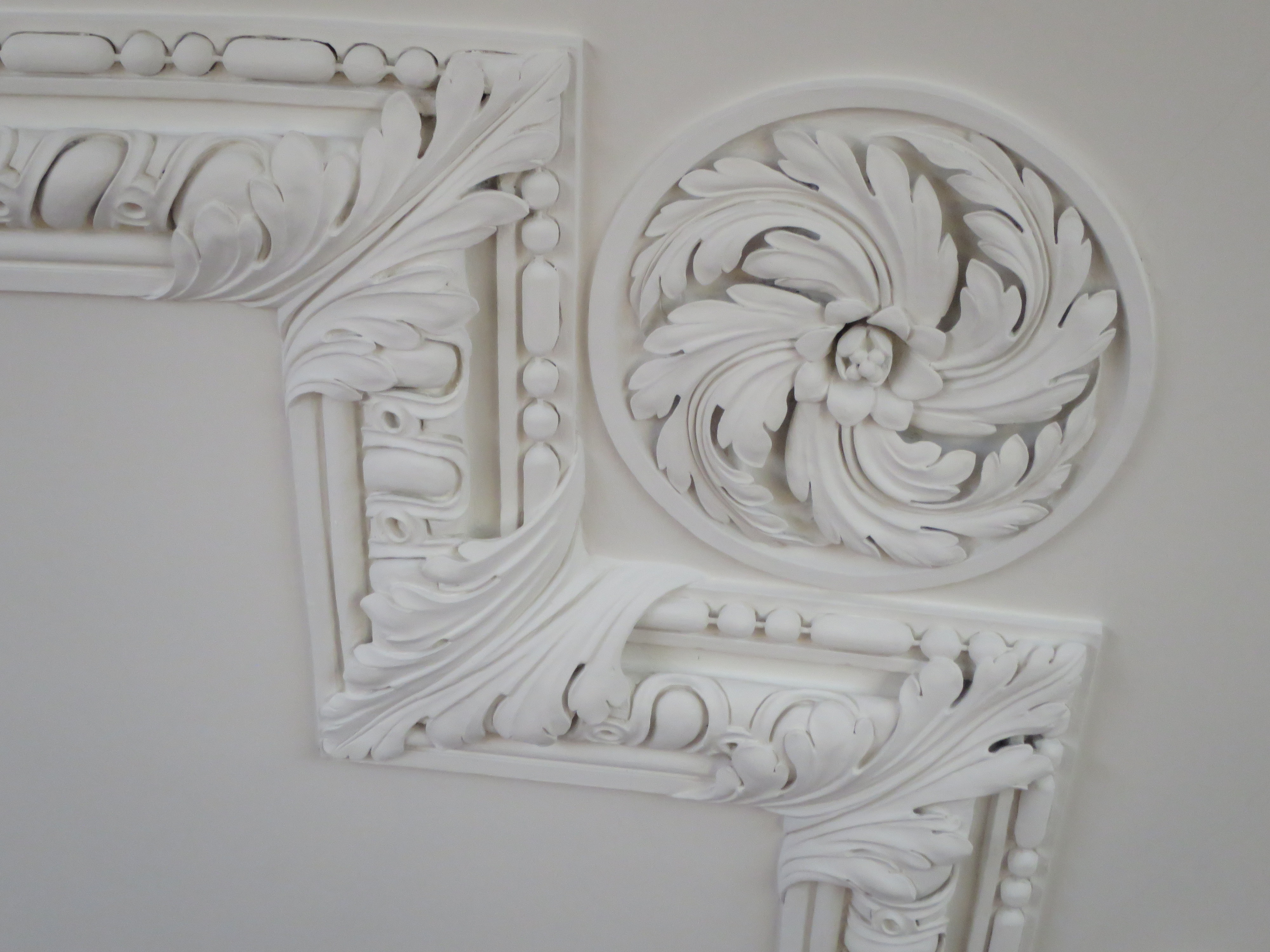
Stuckdetail
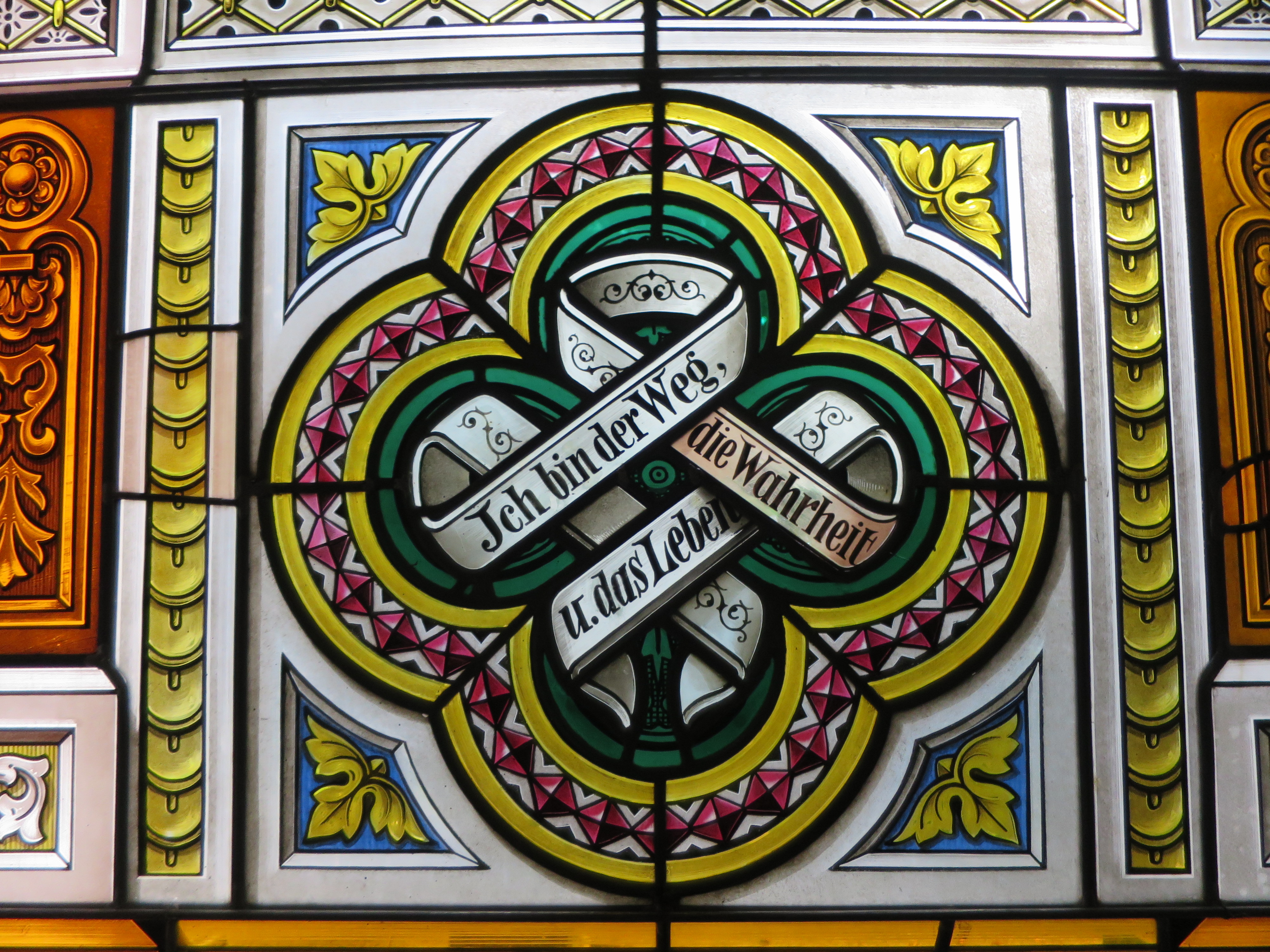
Bibelspruch im Christusfenster (Alter Turmchor)

## Weitere kirchliche Gebäude
Die Kirche liegt weithin sichtbar auf einer Anhöhe über dem Dorf und dem Zürichsee. Vor der Kirche befinden sich das 1564 erbaute Pfarrhaus und das moderne Kirchgemeindezentrum (sog. „Forum Kirchbühl“). Hinter der Kirche erstreckt sich eine ausgedehnte Friedhofsanlage mit einer modernen Aufbahrungshalle.
Im Ortsteil Uerikon befinden sich die „Ritterhäuser“, zu denen auch eine Kapelle gehört. Nach der Reformation aufgegeben, wurde sie 1946 wieder als reformierte Kapelle geweiht und steht heute beiden Konfessionen zur Verfügung.